# Hejhö
Hejhö (egyszerűsített kínai írással: 黑河市, pinjin: Hēihé) prefektúra szintű város Kínában, Hejlungcsiang tartományban. Lakosainak száma 1 286 401 fő (2020).

## Népesség
| 2010 | 1 673 899 |
| 2020 | 1 286 401 |

## Testvérvárosok
- Blagovescsenszk
- Csicsihar
- Krasznojarszk